# ウィーン・シュタットバーンE6形電車
E6形（E6がた）は、かつてオーストリアの首都・ウィーンの電化鉄道路線であったシュタットバーンで使用されていた電車（電動車）。付随車のc6形と共に製造され、シュタットバーンの一部区間が地下鉄（ウィーン地下鉄6号線）に転換されて以降も継続して使用されたが、後継車両への置き換えにより2008年までに営業運転を終了した。その後、国外の都市へ譲渡された車両が複数存在する。

## 概要
オーストリアの首都・ウィーンの都市鉄道であった、路面電車規格の電化路線・シュタットバーン（Stadtbahn）では、1925年の電化以降N形や後継車両のN1形といった2軸電車が使用されていたが、1970年代になると老朽化が進み、故障が頻発するようになった。それを受け、2軸電車の置き換えを目的に導入が実施されたのが電動車のE6形と付随車のc6形である。
E6形およびc6形は、ドイツのデュワグが開発したマンハイム形（Typ Mannheim）と呼ばれる路面電車車両で、基本的な構造はウィーン市電向けの車両であるE2形に準拠していたが、左右双方にプラットホームが存在するシュタットバーンの構造に合わせ、車体の両側に乗降扉や運転台（E6形）が設置されていた。両形式とも2車体連接車で、車内には木製クロスシートが配置されていた他、暖房用の電気ヒーターが完備されていた。また、これらの車両は総括制御に対応しており、後述の通りシャルフェンベルク式連結器を用い複数の車両を連結した運用が行われていた。

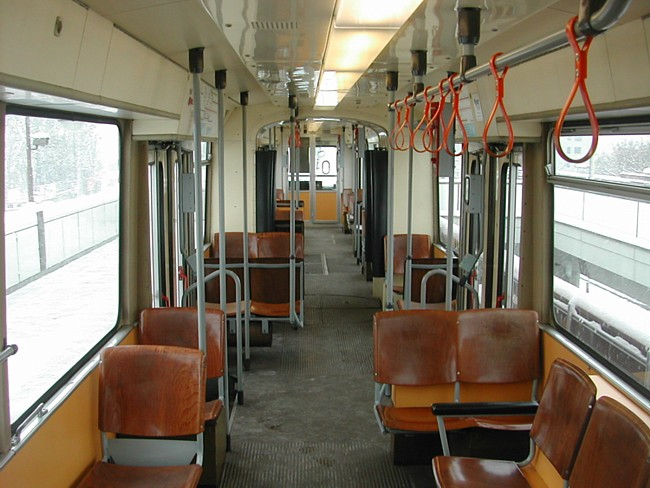
車内
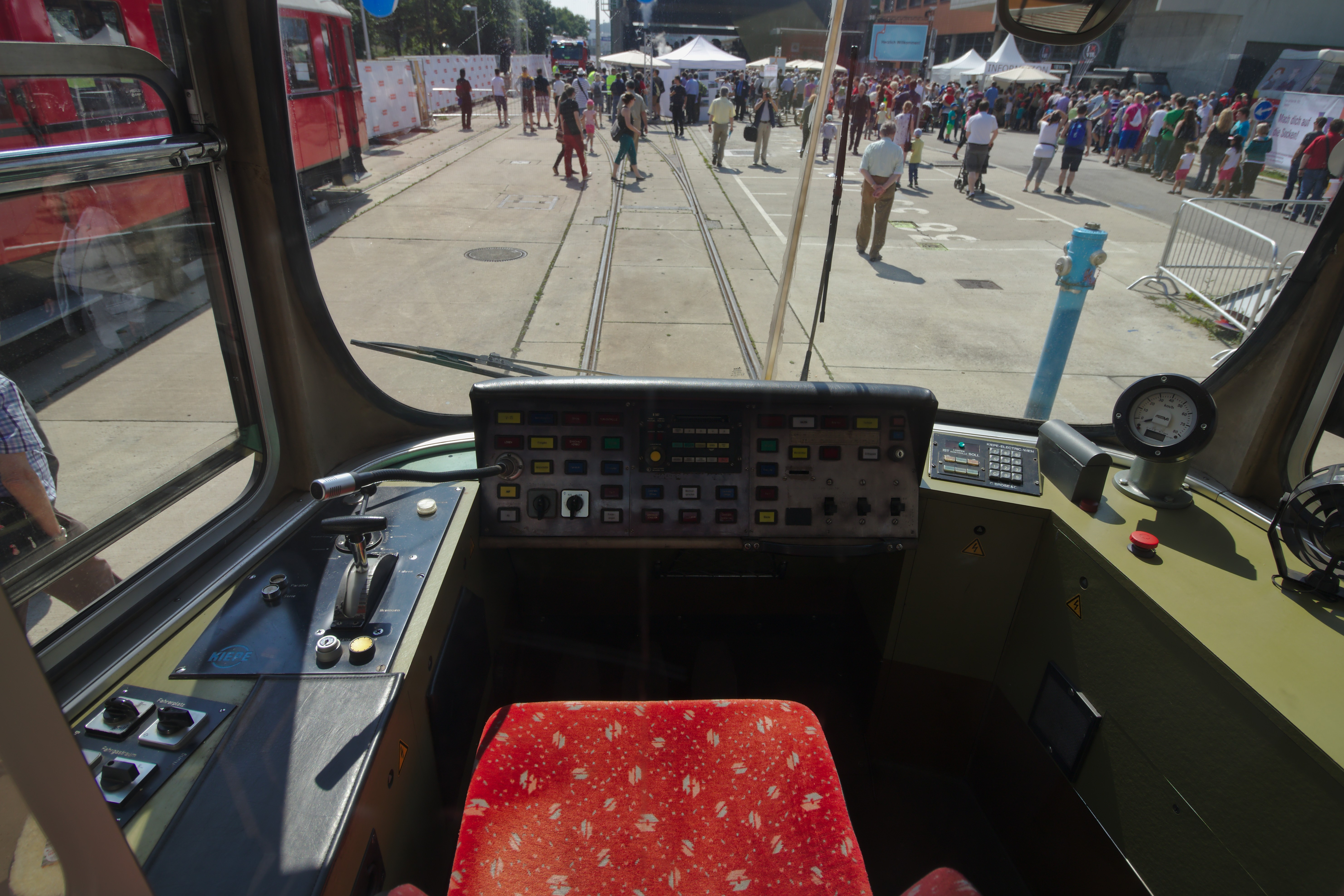
運転台
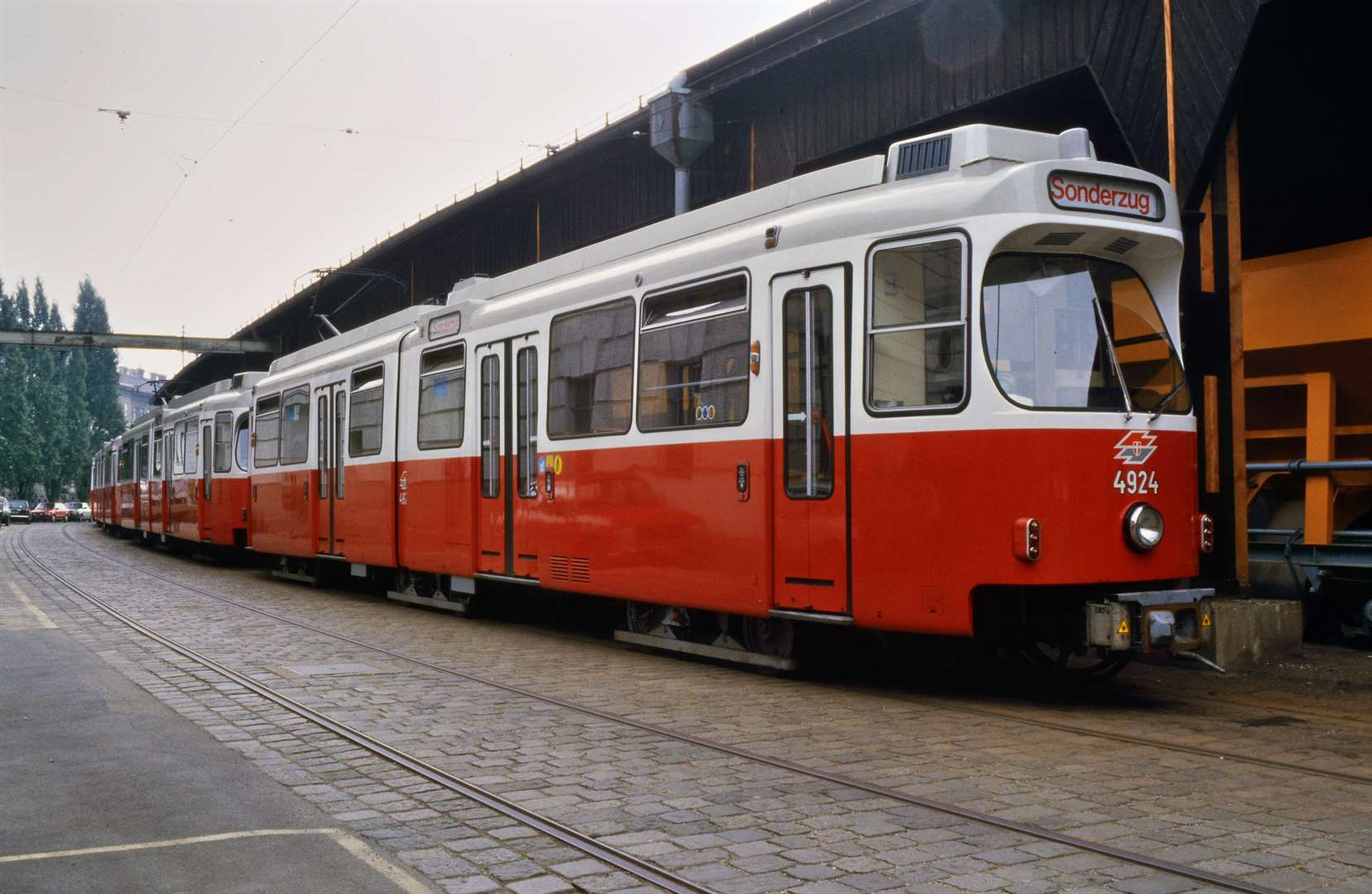
E6形は両運転台車両であった（4924、1984年撮影）

最初の車両は1979年から営業運転が始まり、1985年までにE6形が45両、c6形が30両導入され、最大5両編成（E6形 + c6形 + E6形 + c6形 + E6形）を組んで使用された。これにより、長年使用されていた2軸電車は1983年までに営業運転を終了した。1989年以降シュタットバーンの残存路線がウィーン地下鉄6号線に転換してからもE6形・c6形は継続して使用され、1988年から1991年にかけて路線延伸による利用客増加に対応するためE6形3両・c6形16両の増備も実施された。
その後、1993年からバリアフリーに適した超低床電車（T形）の導入が始まり、これを中間に追加した5両編成（E6形 + c6形 + T形 + c6形 + E6形）での運用も行われるようになった。しかし、異なる機構を持つ車両の混結運用に支障をきたしていた事から2007年以降増備車であるT1形の導入による置き換えが進行し、2008年12月23日をもって営業運転を終了した。それ以降、ウィーン路面電車博物館にE6形1両（4912）・c6形1両（1906）が保存されている他、次項に述べる通り大半の車両が他都市へ譲渡されている。

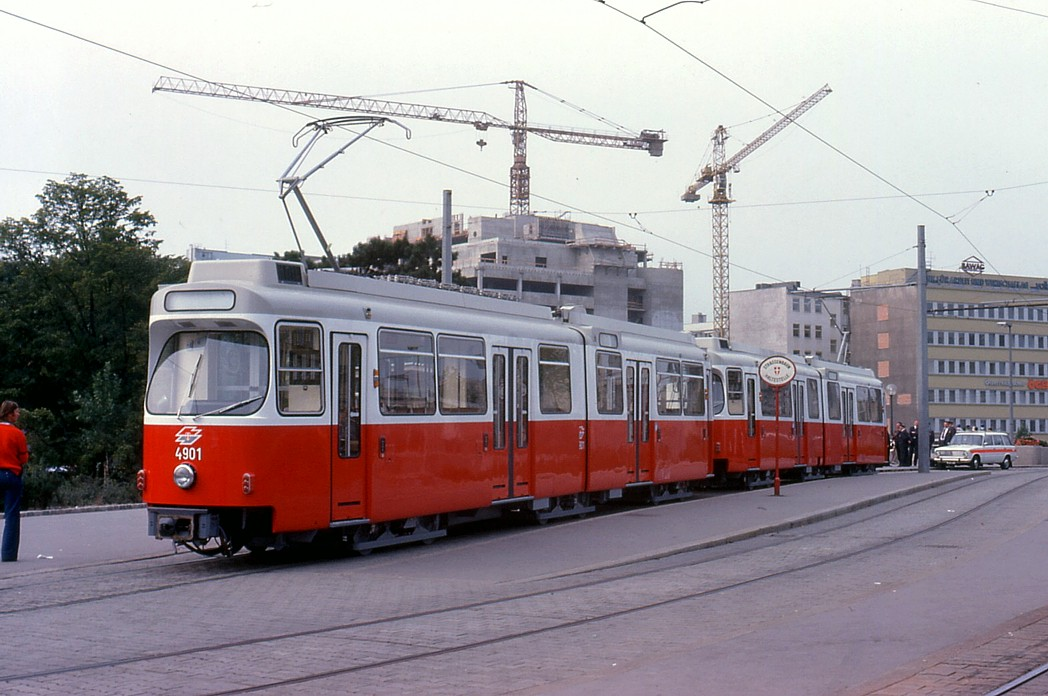
営業運転開始直後のE6形（1979年撮影）
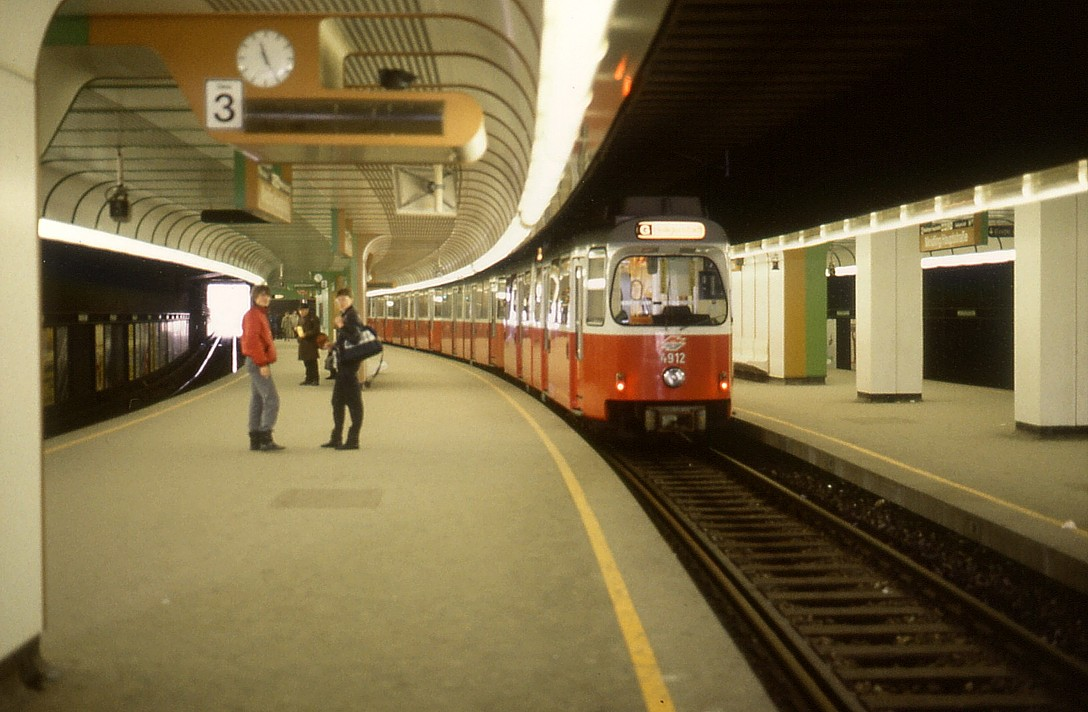
地下駅へ乗り入れるE6形・c6形（1985年撮影）
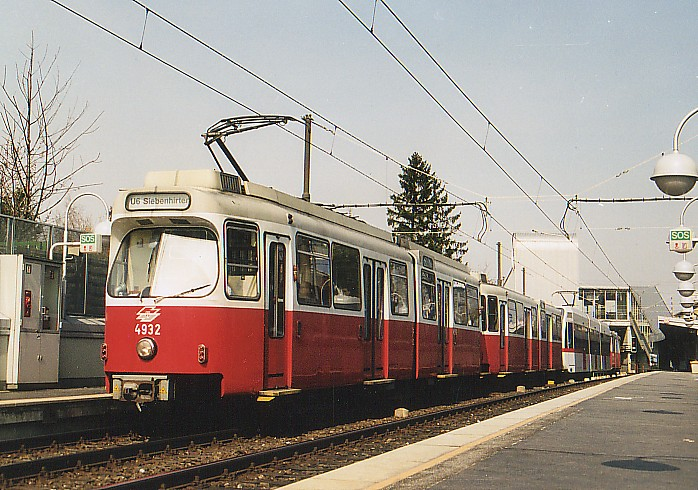
中間にT形を挟んだ編成（1998年撮影）
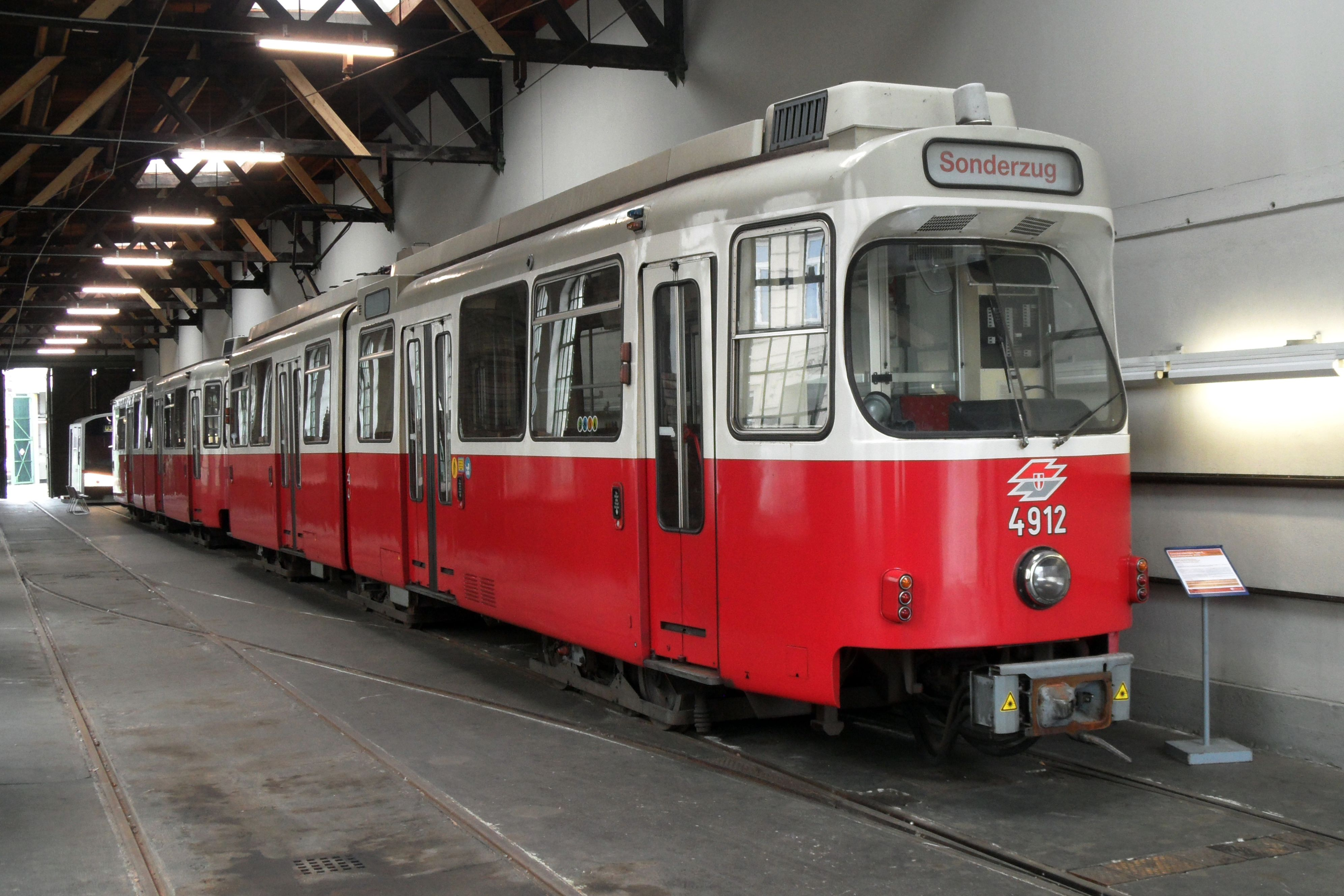
博物館に保存されているE6形（4912）（2011年撮影）
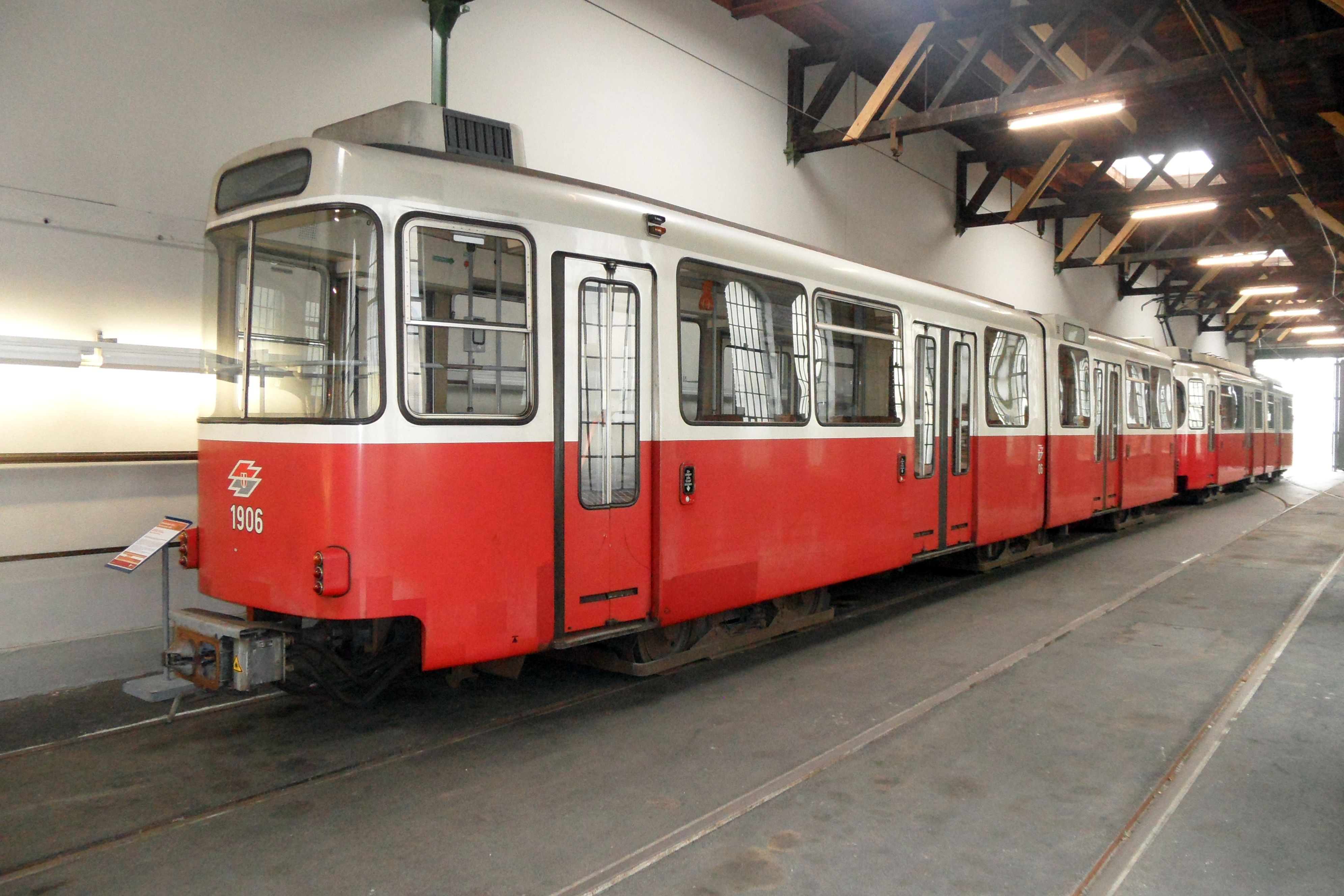
博物館に保存されているc6形（1906）（2011年撮影）

## 譲渡
廃車となったE6形やc6形のうち、多くの車両はオーストリア国外の以下の都市への譲渡が行われている。
- オランダ：ユトレヒト（ユトレヒト・トラム） - E6形16両、c6形11両を譲渡。
- ポーランド：クラクフ（クラクフ市電（ポーランド語版）） - E6形27両、c6形26両を譲渡。一部車両は低床車体の挿入、片運転台化などの改造工事を実施（EU8N形（ポーランド語版））[6]。

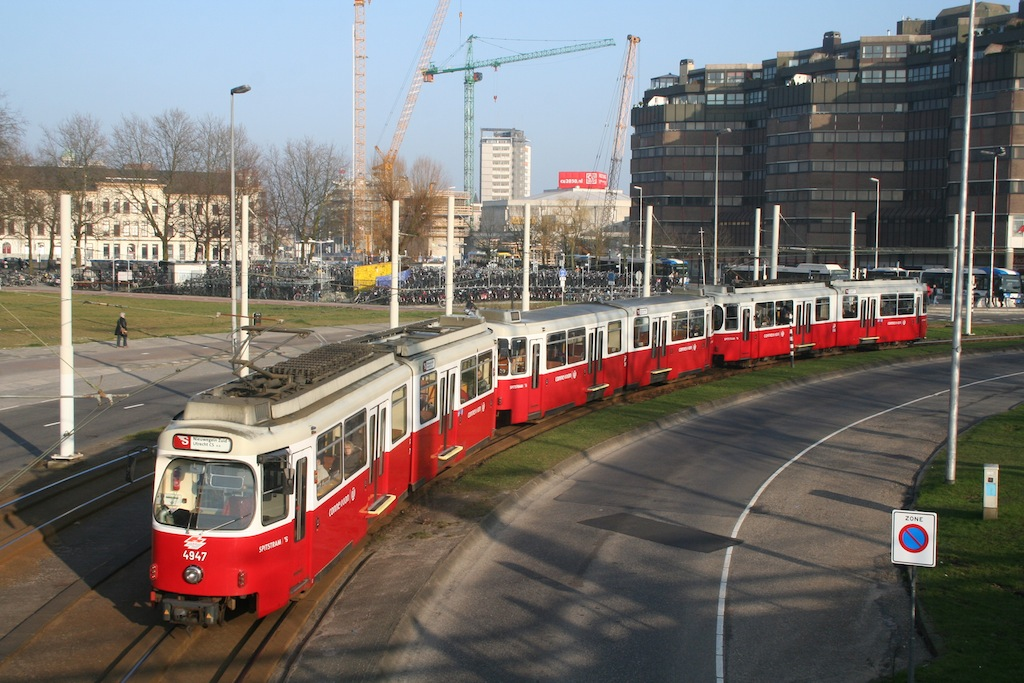
ユトレヒト・トラム（ユトレヒト） （2011年撮影）
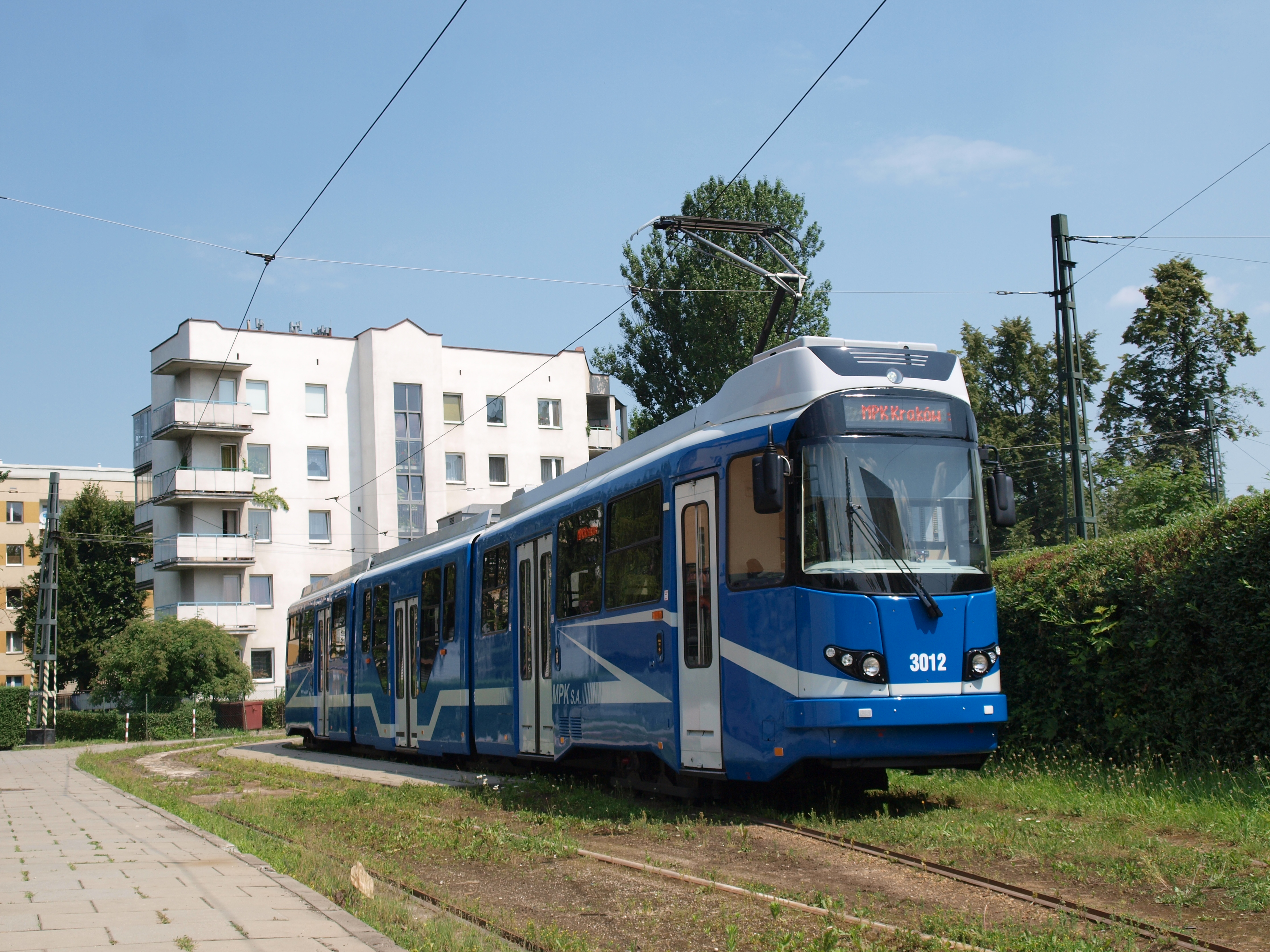
クラクフ市電（クラクフ）（EU8N形） （2010年撮影）

## 参考資料
- Verkehrsmuseum der Wiener Linien (2016年11月7日). Unterwegs in Wien mit der U-Bahn (PDF) (Report). 2023年6月23日閲覧。